# 崎原知宙
崎原 知宙（さきはら ちひろ、2001年8月29日 - ）は、日本将棋連盟所属の女流棋士。女流棋士番号は87。大阪府大阪市出身。矢倉規広七段門下。

## 棋歴

### 棋風
- 矢倉規広七段門下の初の女流棋士[1]。
- 得意戦法は三間飛車[1]。

### 女流棋士になるまで
関西研修会
2015年4月、関西研修会入会（F1クラス）。
2023年10月8日、関西研修会C1クラスで12勝4敗の成績を挙げ、B2クラスに昇級し女流2級の資格を得る

### 女流棋士として
2023年11月1日付で日本将棋連盟（関西本部）所属の女流2級となる。
僅か4ヶ月後の2024年2月29日、第46期女流王将戦で本戦入りを果たし女流1級に昇級した。
一方で初参加の第5期白玲戦（女流順位戦）では振るわず、2勝6敗で降級点を喫してしまった。
2025年5月10日に行われた第15期女流王座戦一次予選1回戦では当時女流順位戦A級に在籍していた石本さくらと対局し、序中盤から徹底的に攻めて相手に反撃の余地を与えない差し回しで圧勝した。

## 人物
- 趣味は漫画を読むこと、水泳[1]。
- 将棋を始めたきっかけは2歳下の弟・実地歩（みちほ・2025年4月時点で奨励会三段[5]）の将棋教室への入会で、実地歩と一緒に将棋を始めた[1]。
- 大阪府立清水谷高等学校卒業[1]。

## 昇段・昇級履歴
研修会
- 2015年04月00日 - 関西研修会入会（F1クラス）[2]
- 2023年10月08日 - B2クラス昇級（女流2級資格）[3]

女流棋士
- 2023年11月01日 - 女流2級（研修会B2クラス）[1]
- 2024年02月29日 - 女流1級（女流王将戦本戦入り、女流通算3勝1敗）[4][6]

## 主な成績

### 女流棋戦別成績
| 女流タイトル戦       |                                                                                |
| - 白玲戦・女流順位戦 | - 0第5期から参加（D級34位） ／ 過去最高：なし                                  |
| - 清麗戦             | - 0第7期 予選敗退（1勝・再挑戦0勝） ／ 過去最高：予選（1勝・再挑戦0勝、第7期） |
| - 女子オープン       | - 第18期 予備予選敗退（0勝） ／ 過去最高：予備予選（0勝、第18期）              |
| - 女流王座戦         | - 第15期 一次予選敗退（1勝） ／ 過去最高：一次予選（1勝、第15期）              |
| - 女流名人戦         | - 第52期 予選敗退（0勝） ／ 過去最高：予選（0勝、第51期・第52期）              |
| - 女流王位戦         | - 第36期 予選敗退（1勝） ／ 過去最高：予選（1勝、第36期）                      |
| - 女流王将戦         | - 第47期 予選敗退（0勝） ／ 過去最高：本戦（0勝、第46期）                      |
| - 倉敷藤花戦         | - 第33期 1回戦敗退（0勝） ／ 過去最高：2回戦（1勝、第32期）                    |

### 年度別成績
| 年度         | 対局数 | 勝数 | 負数 | 勝率   | (出典) | 女流通算成績 | 女流通算成績 | 女流通算成績 | 女流通算成績 | 女流通算成績 |
| ------------ | ------ | ---- | ---- | ------ | ------ | ------------ | ------------ | ------------ | ------------ | ------------ |
| 2023年度     | 6      | 4    | 2    | 0.6666 | [ 7 ]  | 対局数       | 勝数         | 負数         | 勝率         | (出典)       |
| 2024年度     | 16     | 4    | 12   | 0.2500 | [ 8 ]  | 22           | 8            | 14           | 0.3636       | [ 9 ]        |
| 通算         | 22     | 8    | 14   | 0.3636 | [ 9 ]  |              |              |              |              |              |
| 2024年度まで |        |      |      |        |        |              |              |              |              |              |

### アマチュア時代の戦績
女流公式棋戦
プロアマ戦 0勝1敗
- 2019年
  - 第9期女流王座戦 一次予選（0勝1敗）[10]

アマチュア参加棋戦
- 女流棋戦 アマチュア予選
- 2015年
  - 第5期女流王座戦 アマチュア予選（西日本）出場（1勝2敗）[11]
- 2018年
  - 第8期女流王座戦 アマチュア予選（西日本）出場（4勝1敗）[12]
- 2019年
  - 第9期女流王座戦 アマチュア予選（西日本）出場（4勝0敗、一次予選進出）[13][14][注 1]
- 2023年
  - 第13期女流王座戦 アマチュア予選（東日本）出場（3勝2敗）[15]
  - 第17期マイナビ女子オープン チャレンジマッチ 出場（3勝2敗）[16]
  - 第17回白瀧あゆみ杯争奪戦 新人登竜門戦 アマチュア予選 出場（0勝1敗）[17]